# Heinrich Adolph Baumhauer
Heinrich Adolph Baumhauer (* 26. Oktober 1848 in Bonn; † 1. August 1926 in Freiburg, Schweiz) war ein deutscher Mineraloge.

## Leben
Baumhauer studierte von 1866 bis 1869 in Bonn bei Friedrich August Kekulé von Stradonitz, Hans Heinrich Landolt und Gerhard vom Rath. 1870 ging er nach Göttingen und wurde im folgenden Jahr Lehrer am Technikum in Frankenberg (Sachsen). Nach kurzer Lehrtätigkeit an der Handelsschule in Hildesheim im Jahr 1872 war er von 1873 bis 1896 Chemielehrer an der Landwirtschaftsschule Lüdinghausen (Westfalen). Von 1895 bis 1925 war er Professor für Mineralogie und seit 1906/1907 auch für anorganische Chemie in Freiburg/Schweiz.
Er erstellte ein eigenes Periodensystem auf Spiralen nach steigenden Atomgewichten. Er wertete Ätzfiguren an Kristallen aus und machte Studien über Mineralien aus Dolomit und neue Mineralien.
Baumhauer gilt als Erstbeschreiber des Minerals Rathit.
1878 wurde Baumhauer Mitglied der Mineralogischen Gesellschaft zu St. Petersburg, 1879 Ehrenmitglied der Mineralogical Society of Great Britain and Ireland, 1905 Mitglied der Mineralogical Society London und 1926 Mitglied der Leopoldina – Deutsche Akademie der Naturforscher.
Nach ihm ist das seltene dunkelgraue Blei-Arsen-Sulfid Baumhauerit (Pb3As4S9) benannt, der in der Grube Lengenbach (Binntal, Schweiz) vorkommt.
Baumhauer war Schwiegervater des in Stockach geborenen Physikers Albert Gockel (1860–1927).

## Veröffentlichungen
- Appareils densimétriques; Paris, 1867